# Levdeo

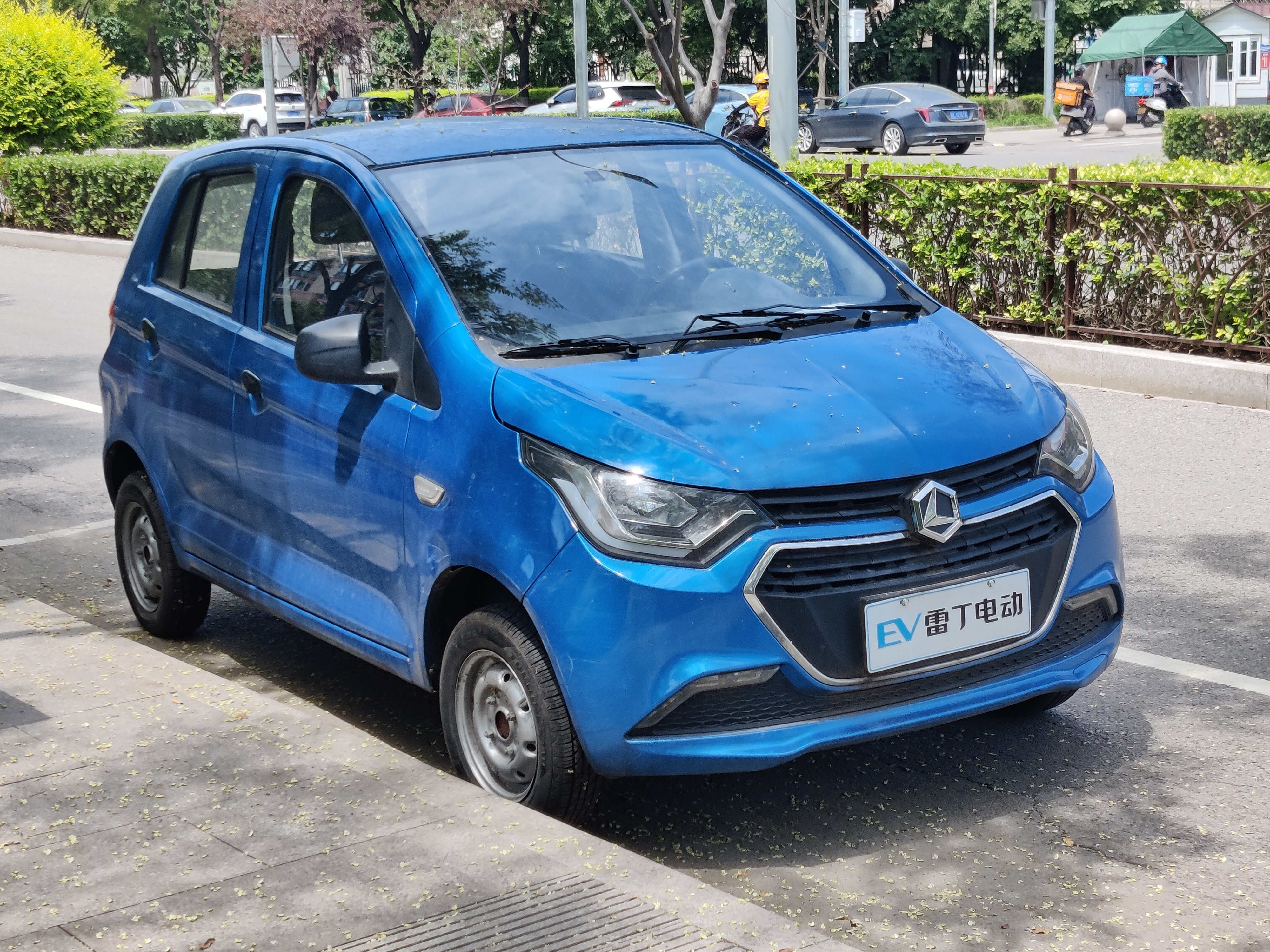
Levdeo D70

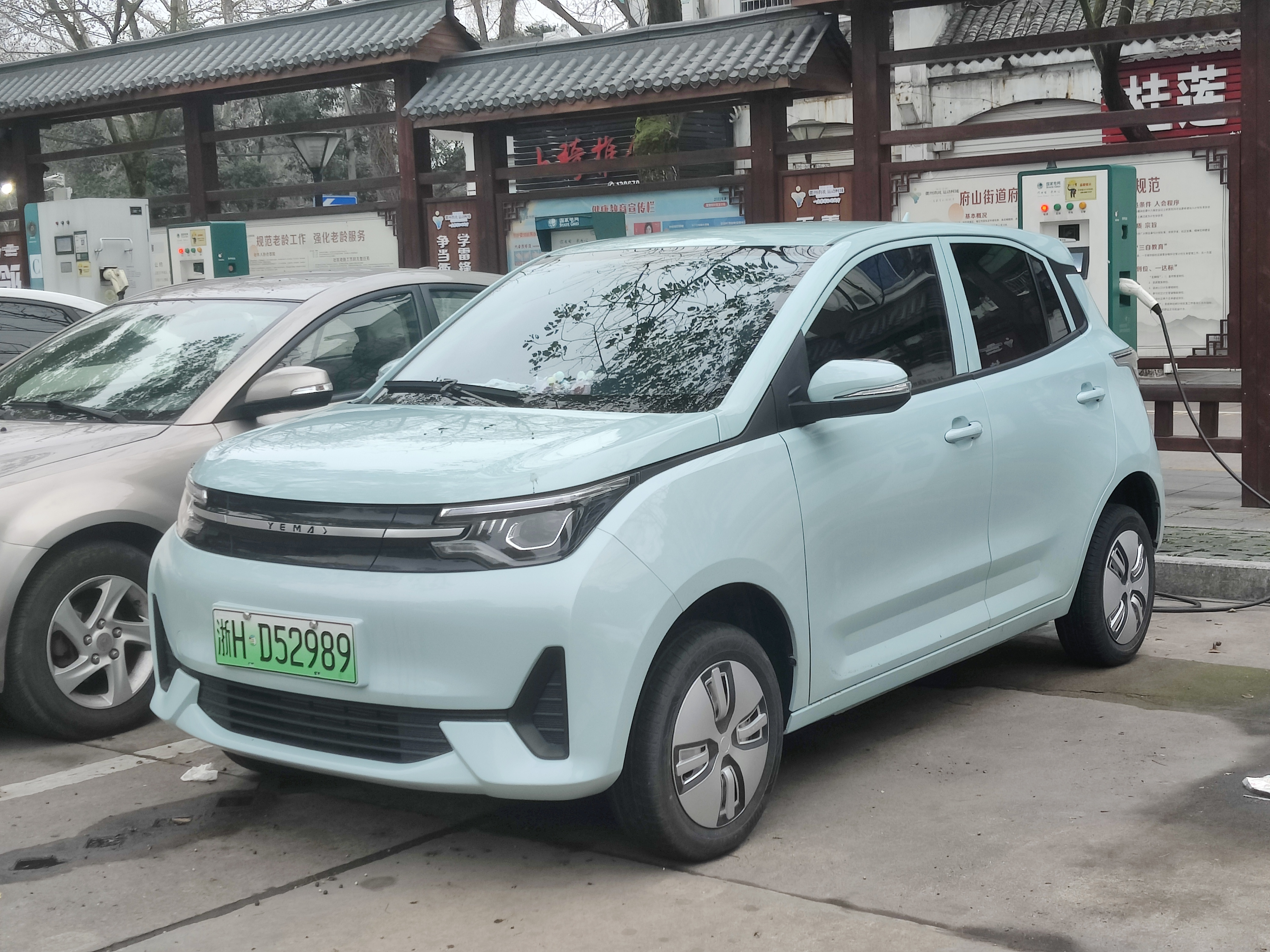
Letin Mengo

Levdeo – dawny chiński producent elektrycznych mikrosamochodów i samochodów z siedzibą w Jinan działający w latach 2008–2023.

## Historia
Przedsiębiorstwo Levdeo zostało założone w lutym 2008 roku w niedużym mieście Weifang w prowincji Szantung, za cel obierając umiarkowanie popularne wówczas w Chinach samochody elektryczne. W kolejnych latach firma budowała elektryczne kwadrycykle. W 2014 roku nastąpiło przestawienie profilu działalności na klasyczne samochody osobowe, rozbudowując ją zarówno o niewielkie hatchback jak D50 czy sedany, na czele z modelem E60.
W czerwcu 2019 Levdeo kupiło chińskiego producenta tanich samochodów o konwencjonalnym, spalinowym napędzie - Yema Auto. Rok ten przyniósł intensywną modernizację oferty, w ramach której została ona wzbogacona o małego hatchbacka i3, trójbryłowe i5 i pierwszego SUVa, model i9 zapożyczony z oferty podległej odtąd Yemy.
Po rebrandingu i oparciu oferty w Chinach na jeden model Letin Mengo, Levdeo wytwarzało jeszcze swoje dotychczasowe modele od 2020 roku jedynie na eksport. Celem były niszowe rynki jak Kambodża, Etiopia czy Bermudy.

### Letin
W sierpniu 2020 roku Levdeo ogłosiło plan kompleksowego rebrandingu na rodzimym rynku chińskim, ogłaszając odświeżone wizualnie logo firmowe i nową nazwę handlową, zastępując dotychczasowe Letin. Przy okazji przedstawiony został też nowy model samochodu, na którym odtąd została wyłącznie oparta oferta przedsiębiorstwa w Chinach - miejskiego, elektrycznego hatchbacka Mengo. W maju 2023 firma ogłosiła bankructwo i zniknęła z rynku.

## Modele samochodów

### Historyczne
- D30 (2014–2019)
- D50 (2014–2019)
- D70 (2015–2019)
- i3 (2019–2021)
- i5 (2019–2021)
- S50 (2019–2021)
- E60 (2019–2021)
- Lotto (2019–2021)
- i9 (2020–2021)
- Coco (2020–2022)
- Letin Mengo (2020–2023)